# Promozione Umbria 1984-1985
Nella stagione 1984-1985 la Promozione era il sesto livello del calcio italiano ed il primo a livello regionale.
Il campionato era strutturato in vari gironi all'italiana su base regionale, gestiti dai Comitati Regionali di competenza. Promozioni alla categoria superiore e retrocessioni in quella inferiore non erano sempre omogenee; erano quantificate all'inizio del campionato dal Comitato Regionale secondo le direttive stabilite dalla Lega Nazionale Dilettanti, ma flessibili in relazione al numero delle società umbre retrocesse dal Campionato Interregionale, per quanto riguarda la zona retrocessione .
Qui vi sono le statistiche relative al campionato in Umbria.

## Squadre partecipanti
| Squadra           | Città (provincia)                       | Stagione 1983-1984                                                   |
| ----------------- | --------------------------------------- | -------------------------------------------------------------------- |
| Angelana          | Santa Maria degli Angeli di Assisi (PG) | 15º nel Campionato Interregionale/F, retrocessa                      |
| Città di Castello | Città di Castello (PG)                  | 14º nel Campionato Interregionale/F, retrocesso                      |
| Deruta            | Deruta (PG)                             | 5º in Promozione Umbra                                               |
| Ellera            | Ellera di Corciano (PG)                 | 1° in Prima Categoria Umbria/A, promossa                             |
| Grifo Cannara     | Cannara (PG)                            | 8° in Promozione Umbra                                               |
| Gualdo            | Gualdo Tadino (PG)                      | 7º in Promozione Umbra                                               |
| Julia Spello      | Spello (PG)                             | 2º in Promozione Umbra                                               |
| Mar.Col.          | Marcellano di Gualdo Cattaneo (PG)      | 4º in Promozione Umbra                                               |
| Narnese           | Narni (TR)                              | 6º in Promozione Umbra                                               |
| Passignanese      | Passignano sul Trasimeno (PG)           | 2° in Prima Categoria Umbria/A, promossa dopo spareggio inter-girone |
| Pianello          | Pianello di Perugia                     | 10º in Promozione Umbra                                              |
| Ponte Felcino     | Ponte Felcino di Perugia                | 12º in Promozione Umbra                                              |
| Pontevecchio      | Ponte San Giovanni di Perugia           | 1° in Prima Categoria Umbria/B, promossa                             |
| Spoleto           | Spoleto (PG)                            | 3º in Promozione Umbra                                               |
| Todi              | Todi (PG)                               | 9º in Promozione Umbra                                               |
| Valfabbrica       | Valfabbrica (TR)                        | 11º in Promozione Umbra                                              |

## Classifica finale
|  | Pos. | Squadra           | Pt | G  | V  | N  | P  | GF | GS | DR  |
|  | ---- | ----------------- | -- | -- | -- | -- | -- | -- | -- | --- |
|  | 1.   | Città di Castello | 44 | 30 | 20 | 4  | 6  | 60 | 20 | +40 |
|  | 2.   | Narnese           | 37 | 30 | 15 | 7  | 8  | 42 | 23 | +19 |
|  | 3.   | Pianello          | 36 | 30 | 12 | 12 | 6  | 44 | 31 | +13 |
|  | 4.   | Deruta            | 35 | 30 | 12 | 11 | 7  | 31 | 22 | +9  |
|  | 5.   | Pontevecchio      | 34 | 30 | 11 | 12 | 7  | 34 | 28 | +6  |
|  | 6.   | Valfabbrica       | 32 | 30 | 11 | 10 | 9  | 33 | 30 | +3  |
|  | 7.   | Angelana          | 31 | 30 | 9  | 13 | 8  | 30 | 29 | +1  |
|  | 8.   | Mar.Col.          | 30 | 30 | 8  | 14 | 8  | 28 | 21 | +7  |
|  | 9.   | Ellera            | 29 | 30 | 8  | 13 | 9  | 20 | 28 | -8  |
|  | 10.  | Julia Spello      | 29 | 30 | 10 | 9  | 11 | 23 | 24 | -1  |
|  | 11.  | Spoleto           | 28 | 30 | 11 | 6  | 13 | 37 | 37 | 0   |
|  | 12.  | Gualdo            | 26 | 30 | 9  | 8  | 13 | 29 | 42 | -13 |
|  | 13.  | Grifo Cannara     | 25 | 30 | 7  | 11 | 12 | 30 | 38 | -8  |
|  | 14.  | Todi              | 24 | 30 | 7  | 10 | 13 | 19 | 31 | -12 |
|  | 15.  | Ponte Felcino     | 23 | 30 | 8  | 7  | 15 | 30 | 48 | -18 |
|  | 16.  | Passignanese      | 17 | 30 | 5  | 7  | 18 | 28 | 66 | -38 |

Legenda:

      Promossa nel Campionato Interregionale 1985-1986.
      Retrocessa in Prima Categoria Umbra 1985-1986.
Note:

Due punti a vittoria, uno a pareggio, zero a sconfitta.